# Andrzej Zając (muzykolog)
Andrzej Stanisław Zając (ur. 21 października 1944 w Ryglicach) – polski duchowny katolicki, muzykolog i dyrygent, profesor sztuk muzycznych, profesor zwyczajny Uniwersytetu Papieskiego Jana Pawła II w Krakowie.

## Życiorys
Jest synem Kazimierza i Ireny Bojan. Pochodzi z parafii św. Katarzyny w Ryglicach. Szkołę podstawową ukończył w Ryglicach w roku 1958 i w tym samym roku rozpoczął naukę w Małym Seminarium w Tarnowie. W 1962 r. zdał eksternistycznie maturę w Krakowie i wstąpił do Wyższego Seminarium Duchownego w Tarnowie, gdzie rozpoczął studia w Instytucie Teologicznym w Tarnowie. W latach 1963–1965 musiał odbyć obowiązkową służbę wojskową. Święcenia kapłańskie przyjął 25 maja 1969 r. z rąk bpa Jerzego Ablewicza. W tym też roku obronił pracę magisterską z teologii na Wydziale Teologicznym Katolickiego Uniwersytetu Lubelskiego w zakresie socjologii religii. Po święceniach pracował jako wikariusz w parafiach Borzęcin Górny (1969–1971), katedralna w Tarnowie (1971–1972) oraz Świętego Józefa i Matki Bożej Fatimskiej w Tarnowie (1977–1978).
W roku 1972 został skierowany na studia specjalistyczne w Instytucie Muzykologii Kościelnej Katolickiego Uniwersytetu Lubelskiego, które ukończył w 1977 r. uzyskując licencjat z teologii i magisterium z muzykologii kościelnej na podstawie pracy pt. Organy Jana Śliwińskiego 1898/1899 w kościele Bożego Ciała w Bieczu napisanej pod kierunkiem ks. dra Jana Chwałka. Od 1978 do 2017 r. prowadził wykłady i ćwiczenia z muzyki kościelnej w Instytucie Teologicznym w Tarnowie, z którego w 2004 powstał Wydział Teologiczny Sekcja w Tarnowie Papieskiej Akademii Teologicznej w Krakowie, przekształconej w 2009 w Uniwersytet Papieski Jana Pawła II. W 1994 został mianowany starszym wykładowcą, w 1996 adiunktem, a po uzyskaniu w 2005 roku tytułu profesora sztuk muzycznych – profesora tej uczelni. W latach 1996–2014 prowadził seminarium naukowe. W latach 1977–1997 pracował jako wykładowca muzyki kościelnej w Wyższym Seminarium Duchownym Redemptorystów w Tuchowie, zaś w latach 1977–2012 był wykładowcą w Diecezjalnym Studium Organistowskim w Tarnowie. W 1981 roku założył przy bazylice katedralnej w Tarnowie Chłopięcy Chór Katedralny „Pueri Cantores Tarnovienses” i przez 27 lat był jego dyrygentem (do 10 czerwca 2008 roku). W latach 1987–1991 pełnił funkcję diecezjalnego referenta ds. muzyki kościelnej. W roku 1992 jego staraniem powstała Polska Federacja Pueri Cantores, którą włączył w struktury Międzynarodowej Federacji i którą kierował przez 12 lat (1992–2004). Obecnie jest jej prezydentem honorowym.
W latach 2000–2006 kierował Katedrą Teologii Pastoralnej, Liturgiki i Homiletyki na Wydziale Teologicznym Sekcja w Tarnowie PAT. 1 października 2001 roku został zatrudniony na Wydziale Historii Kościoła Papieskiej Akademii Teologicznej w Krakowie, gdzie do 2008 pełnił funkcję kierownika specjalności muzyka kościelna. Został również kierownikiem Katedry Muzyki Kościelnej w Międzyuczelnianym Instytucie Muzyki Kościelnej (od 2008 roku). W 2001 został członkiem Stowarzyszenia Polskich Muzyków Kościelnych. W 2004 zasiadł w radzie programowej ds. transmisji telewizyjnej Mszy świętych w Telewizji Polskiej.
Przewody artystyczne z dyrygentury chóralnej przeprowadził na Akademii Muzycznej w Poznaniu (I stopnia w 1995, II stopnia w 2000 – wykład habilitacyjny pt. Kulturowy model chóru w muzyce europejskiej – teologiczne aspekty jego funkcjonowania w liturgii Kościoła po Soborze Watykańskim II). Tytuł profesora sztuk muzycznych otrzymał 21 lutego 2005. 27 września tego samego roku otrzymał stanowisko profesora nadzwyczajnego sztuk muzycznych na Wydziale Historii Kościoła Papieskiej Akademii Teologicznej w Krakowie, a 22 grudnia 2011 roku stanowisko profesora zwyczajnego sztuk muzycznych na Wydziale Historii i Dziedzictwa Kulturowego Uniwersytetu Papieskiego Jana Pawła II w Krakowie.
W 2007 odznaczony został Srebrnym Krzyżem Zasługi. Otrzymał również m.in. nagrodę specjalną ministra kultury i dziedzictwa narodowego (2006) oraz Nagrodę Honorową Miasta Tarnowa (2010). W 2008 r. otrzymał godność Kapelana Jego Świątobliwości. W 2022 Minister Kultury i Dziedzictwa Narodowego nadał ks. prof. Andrzejowi Zającowi brązowy medal „Zasłużony Kulturze Gloria Artis”.